# Simón de Colonia
Simón de Colonia (? — 1511), foi um arquitecto e escultor espanhol, filho do arquitecto gótico Juan de Colonia e pai do também arquitecto e escultor Francisco de Colonia.